# Stephen J. Dubner
Stephen J. Dubner (Duanesburg (Nova Iorque), 26 de agosto de 1963) é um jornalista norte-americano, autor de quatro livros e numerosos artigos.
Dubner é mais conhecido por ser o co-autor do livro Freakonomics, que contém as ideias excêntricas do economista nada convencional Steven Levitt.

## Livros
- Turbulent Souls: A Catholic Son’s Return to His Jewish Family (1998), ISBN 0-380-72930-X
- Confessions of a Hero-Worshiper (2003), ISBN 0-688-17365-9
- Freakonomics, co-author (2005), ISBN 0-06-089637-X
- The Boy With Two Belly Buttons (2006), primeiro livro infantil de Dubner, ISBN 0-06-113402-3

## Afiliações
- New York Times Magazine
- The New York Times
- The New Yorker
- Time Magazine
- New York Observer
- New York Magazine
- Slate